# Pingwiny

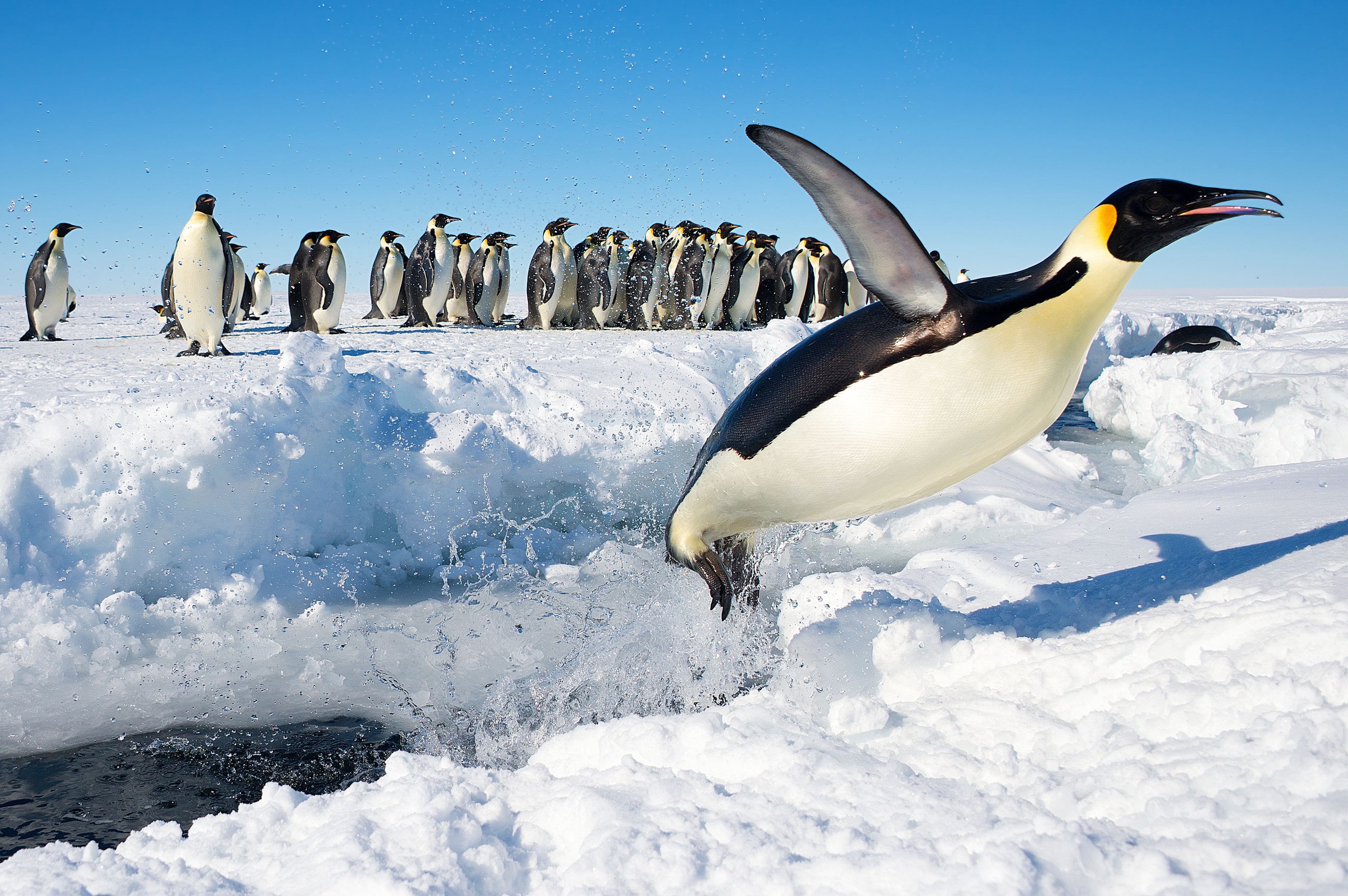
Grupa pingwinów cesarskich (Aptenodytes forsteri) na Antarktydzie

Pingwiny, bezlotki – rząd (Sphenisciformes) oraz rodzina (Spheniscidae) ptaków z infragromady ptaków neognatycznych (Neognathae).

## Występowanie
Rodzina pingwinów obejmuje gatunki morskie (na lądzie pojawiają się jedynie w strefie brzegowej) zamieszkujące zimne morza półkuli południowej. Najliczniej występują wokół Antarktydy i sąsiednich wysp oraz wybrzeży Ameryki Południowej. Najwięcej gatunków znaleziono w pobliżu Nowej Zelandii. Jedynym gatunkiem gnieżdżącym się nieco na północ od równika (na Galapagos) jest pingwin równikowy. Kanadyjski ornitolog, Anthony Gaston, zasugerował, że większość pingwinów nie przekracza równika przez pływające w tropikalnych wodach rekiny.

## Cechy charakterystyczne
Ptaki te charakteryzują się następującymi cechami:
- długość 40–115 cm[8];
- dzioby zróżnicowane;
- silnie przesunięte ku tyłowi mocne nogi, które pełnią funkcję płetw tylnych;
- trzy przednie palce spięte błoną pławną;
- krótki, sztywny ogon, pełniący z nogami funkcję steru;
- wąskie skrzydła pełniące funkcję płetw napędowych;
- nielotne;
- łuskowate pióra;
- brak apteriów;
- brzuch biały, grzbiet i głowa ciemna (czarna, granatowa, szara);
- często na głowie czub;
- na lądzie chodzą w postawie wyprostowanej bądź ślizgają się na brzuchu, odpychając się kończynami;
- w wodzie osiągają chwilową prędkość ponad 20 km/h (najszybszy pingwin białobrewy nawet do 36 km/h[9][10]), zwykle jednak pływają z prędkością poniżej 10 km/h[11];
- monogamiczne;
- w niewoli (w ogrodzie zoologicznym) zaobserwowano jeden przypadek pary homoseksualnej[12];
- kolonijne (największe kolonie liczą do miliona osobników);
- gniazdo na nieosłoniętym terenie, w szczelinie bądź norze, zbudowane z kamieni lub części zielonych roślin;
- składają dwa jaja (pingwin królewski i pingwin cesarski – jedno);
- wysiadują jaja na stopach pod fałdem tłuszczowym brzucha;
- podczas wysiadywania nie odżywiają się (nawet do kilku miesięcy);
- odżywiają się pokarmem zwierzęcym: rybami, głowonogami i skorupiakami, które zdobywają w morzu;
- mają bardzo dobrze rozwinięty słuch;
- gruba warstwa tłuszczu pod skórą zapewnia im ochronę przed zimnem.

## Systematyka

Pingwin magellański

W rzędzie Sphenisciformes wyróżniana jest jedna rodzina (Spheniscidae) obejmująca współczesne rodzaje:
- Aptenodytes J.F. Miller, 1778
- Pygoscelis Wagler, 1832
- Megadyptes A. Milne-Edwards, 1880 – jedynym przedstawicielem jest Megadyptes antipodes (Hombron & Jacquinot, 1841) – pingwin żółtooki
- Eudyptes Vieillot, 1816
- Eudyptula Bonaparte, 1856 – jedynym przedstawicielem jest Eudyptula minor (J.R. Forster, 1781) – pingwin mały
- Spheniscus Brisson, 1760

## Ewolucja

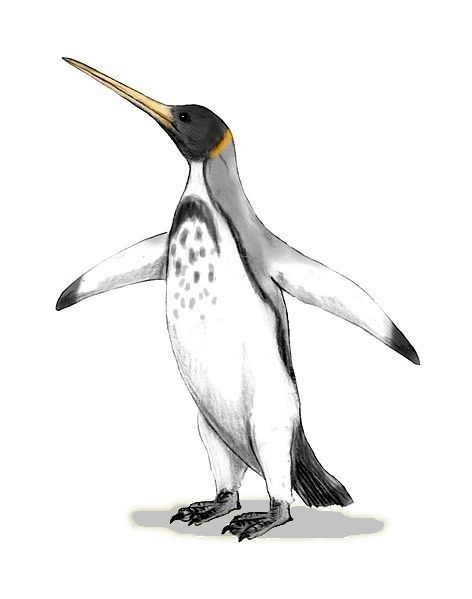
Icadyptes

Za najstarsze znane pingwiny uznaje się gatunki nalężące do rodzaju Waimanu, pochodzące z wczesnego paleocenu Nowej Zelandii. Wczesne pingwiny, takie jak Inkayacu sprzed około 36 mln lat, były prawdopodobnie ubarwione inaczej niż współcześni przedstawiciele tej grupy – morfologia i rozmieszczenie melanosomów sugerują, że Inkayacu miał pióra ubarwione szaro i czerwono-brązowo. Jego melanosomy były mniejsze niż u dzisiejszych pingwinów. Zmiany w ich morfologii mogły wynikać z hydrodynamicznych wymagań podczas podwodnego pływania.
W przeszłości na Ziemi żyły większe pingwiny niż obecnie. Na pustyni w Peru paleontolodzy znaleźli szkielet nieznanego wcześniej gatunku pingwina, nazwanego Icadyptes salasi. Rozmiary jego szkieletu wskazują, że mierzył około 150 cm wysokości. Zbliżone lub nieco większe rozmiary osiągały także Inkayacu, Palaeeudyptes i Anthropornis.

## Pingwiny w kulturze
Pingwiny jako bohaterowie książek
- Mały pingwin Pik-Pok (Adam Bahdaj)
- Zaczarowana zagroda (Alina i Czesław Centkiewiczowie)
- O ósmej na arce (Ulrich Hub, oryg. An der Arche um Acht), ISBN 978-83-8150-227-6

Pingwiny jako bohaterowie filmów animowanych
• O pingwinie Kleofasku
- Na fali
- Pingwiny z Madagaskaru
- Zakochany pingwin
- Pingu
- Happy Feet: Tupot małych stóp
- Mały pingwinek Popolo
- Mały pingwin Pik-Pok
- Pingwinek Lolo

Pingwiny jako maskotki
- Nils Olav – pingwin-maskotka norweskiej armii;
- Tux – maskotka Linuksa;
- „Iceburgh” – maskotka drużyny Pittsburgh Penguins.